# Atentado de Mogadiscio de 2019

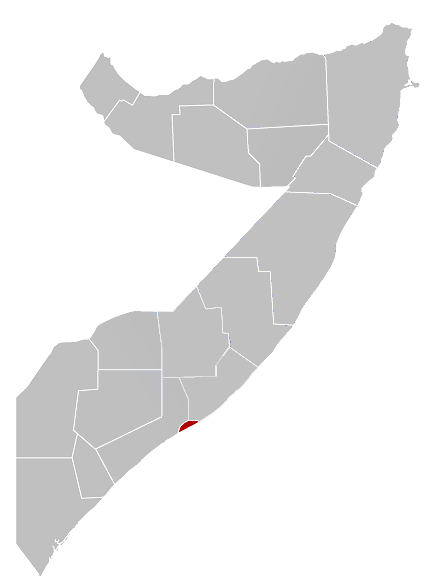
Ubicación de Mogadiscio, donde ocurrió el atentado.

El 28 de diciembre de 2019, un terrorista suicida con camión bomba mató al menos a 85 personas en el puesto de control de la policía de Ex-Control Afgoye en Mogadiscio, Somalia. Más de 140 personas resultaron heridas y, al 31 de diciembre, 12 personas seguían desaparecidas. Al-Shabaab se atribuyó la responsabilidad del ataque del 30 de diciembre. El ataque fue el más mortífero en Somalia desde los atentados de Mogadiscio del 14 de octubre de 2017, que mataron a 587 personas.

## Ataque
El ataque ocurrió en una concurrida intersección en las afueras del oeste de Mogadiscio, en un puesto de control policial durante la hora pico local. La intersección principal conecta Mogadiscio con el resto del sur y suroeste de Somalia. El puesto de control Ex-Control Afgoye está ubicado cerca de una oficina de impuestos, y es utilizado por vehículos que ingresan a Mogadiscio desde la cercana ciudad de Afgooye.
La explosión de la bomba de camión causó daños masivos en las áreas circundantes y dejó a muchos de los muertos quemados sin reconocimiento. Al menos 15 de los fallecidos eran estudiantes universitarios que regresaban a clases en la Universidad de Benadir, cuyo microbús fue demolido en la explosión. Dos ingenieros turcos, que estaban construyendo una carretera desde el puesto de control hacia la ciudad, también murieron en el bombardeo. Muchos otros resultaron heridos. Quince personas con heridas graves, incluido un bebé de ocho meses, fueron trasladadas en avión a Estambul, Turquía para recibir tratamiento médico adicional; Otras treinta personas con heridas graves recibieron tratamiento médico en Catar y otros países vecinos. 
El primer ministro somalí, Hassan Ali Khairee, anunció el establecimiento de un comité nacional de respuesta para ayudar a los heridos y ofrecer apoyo a quienes perdieron a familiares en el ataque.

## Responsabilidades y consecuencias
Inicialmente, ningún grupo se atribuyó la responsabilidad del ataque. El 30 de diciembre, dos días después del ataque, el grupo islamista radical Al-Shabaab, que había llevado a cabo ataques suicidas anteriores en Mogadiscio, se atribuyó la responsabilidad. A través del portavoz Ali Mohamud Rageh (también conocido como Ali Dhere), el grupo declaró que atacaron un convoy de fuerzas turcas y somalíes en el ataque, señalando que "infligieron grandes pérdidas a los turcos y las milicias apóstatas que los estaban protegiendo". La Agencia Nacional de Seguridad e Inteligencia de Somalia (NISA) declaró que un país extranjero ayudó a organizar el ataque, emitiendo una declaración que decía: "Hemos presentado a los líderes nacionales un informe preliminar que indica que la masacre contra el pueblo somalí en Mogadiscio el 28 de diciembre de 2019 fue planeado por un país extranjero. Para completar la investigación en curso, buscaremos la cooperación de algunas de las agencias internacionales de inteligencia ". Sin embargo, la declaración no mencionó el país sospechoso de estar involucrado ni aportó pruebas adicionales.
El gobierno somalí, en coordinación con el Comando de Estados Unidos en África, llevó a cabo tres ataques aéreos de represalia contra los líderes de Al-Shabaab en la región del Bajo Shabelle después del ataque. Los ataques aéreos, en las aldeas de Kunyo Barrow y Aliyow Barrow, mataron a cuatro militantes y destruyeron dos vehículos.